# Меркушева, Валерия Сергеевна
Валерия Сергеевна Меркушева (родилась 20 сентября 1999 в Москве) — российская хоккеистка, вратарь сборной России (с 2019). Первый тренер — Александр Иванович Жидких.

## Биография
В детстве она посещала секции фигурного катания. К годам 8 училась играть на домре и фортепиано. После занятий родители забирали в ледовый дворец, где они ждали окончания тренировок брата по хоккею. Так она впервые начала интересоваться хоккеем. Училась играть в команде мальчиков, была полевым игроком, позже начала играть в качестве вратаря. Семья поддерживала стремления в спорте.
В 16 лет её впервые вызвали на предсезонные сборы Национальной сборной. Позже с Валерией связалась по телефону Вотинцева И. Ю., которая предложила играть за СКСО. В этой команде она играла сезон 2016/2017. Отыграв в 31 матче, отразила 1270 бросков и пропустила 175 шайб. Коэффициент надёжности составил 87,9 %.
Валерия Меркушева три сезона играла в «Динамо СПб». В регулярном чемпионате провела 62 матча, отразила 1734 броска, пропустила 113 шайб.
С 2019 года состоит в сборной России.
В сезоне 2020/2021 Валерия перешла в СКИФ, там Валерия провела четыре следующих сезона. В первый год в команде Валерия была признана лучшей хоккеисткой ЖХЛ. В регулярном чемпионате она провела 22 матча, отразила 94,1 % бросков. Коэффициент надёжности − 1,45. В розыгрыше Кубка ЖХЛ Меркушева отыграла в трёх матчах полуфинальной серии, отразила 95,7 % бросков и коэффициент надёжности составил 1,43.
Сыгранных матчей — 180, в которых отражено суммарно 5074 бросков (92,2 %), провела 24 «сухих» игры.
Сезон 2024/2025 она играет в Торнадо из Дмитрова.